# Karl-Lehr-Brücke
Die Karl-Lehr-Brücke ist eine Straßenbrücke über die Ruhr bei Flusskilometer 1,934. Sie ist die letzte Brücke über den Fluss vor seiner Mündung in den Rhein und verbindet die Ortsteile Kaßlerfeld und Ruhrort in Duisburg. Benannt ist die Brücke nach dem Duisburger Oberbürgermeister Karl Lehr, der sich um den Ausbau der Duisburg-Ruhrorter Häfen zum weltbedeutenden Binnenhafen und der Anbindung der ehemals selbstständigen Städte Ruhrort und Meiderich an Duisburg verdient gemacht hat. Über die Karl-Lehr-Brücke verläuft die Landesstraße 140 und die Straßenbahnlinie 901 der Duisburger Verkehrsgesellschaft.

## Charakter
Die Karl-Lehr-Brücke liegt im Gebiet der Duisburg-Ruhrorter Häfen und besteht aus vier Teilstücken. Im Süden ist es die Ruhrbrücke als Strombrücke über die Ruhr, die etwa 180 Meter lang ist. Daran schließen sich nach Norden die Hafenkanal-, die Kaiserhafen- und die Vinckekanal- bzw. die Vinckewegbrücke an.
Die etwa 125 Meter lange Hafenkanalbrücke verbindet über den Hafenkanal den Pontwert mit der Mercatorinsel. Die Kaiserhafenbrücke führt über den ehemaligen, 1890 errichteten Kaiserhafen und wurde 2024/2025 durch ein Dammbauwerk ersetzt. Die 2015 neu gebaute Vinckekanalbrücke überbrückt den Hafenkanal Vinckekanal. 

## Geschichte
Die erste Brücke über Ruhr und Hafen ließ 1864 Franz Haniel errichten. 1907 wurde sie durch einen Neubau 70 Meter flussaufwärts ersetzt, da die alte Brücke in Durchfahrtshöhe und Breite nicht mehr den Anforderungen an den wachsenden Verkehr entsprach. Drei Bögen überspannten die Ruhr, zwei weitere Brücken mit jeweils einem Klappbrücken-Teil den Hafenkanal und den Kaiserhafen. Die nördlichste Brücke über den Vinckekanal wurde bis 1914 unter Zuschüttung eines Teils des Werfthafens und Verlegung der Ruhrorter Straße in diesem Bereich ergänzt. 
Die Brücke wurde 1945 von der im Zweiten Weltkrieg zurückweichenden Wehrmacht gesprengt und der Teil über die Ruhr mit einem Teilstück der ebenfalls zerstörten Kölner Hohenzollernbrücke wiederaufgebaut, zwischen der größeren Bogenbrücke und den Widerlagern baute man kurze, konstruktiv unaufwändige Balkenbrücken ein. Am 11. März 1949 fand die Wiedereröffnung statt. Ein noch brauchbares Teilstück der alten Brücke, das nun in Duisburg nicht mehr benötigt wurde, transportierte man Anfang der 1950er Jahre nach Hiltrup bei Münster, wo es bis heute unter dem Namen Prinzbrücke den Dortmund-Ems-Kanal überbrückt.
Anfang 2007 rammte ein niederländisches Schiff mit seinem hochstehenden Kran bei der Einfahrt die Brücke über dem Ruhrorter Hafen. Es entstand ein zwei Meter langer Riss mit Beschädigung des Kabelkanals. Nach mehreren Stunden und einer Untersuchung durch Statiker wurde die Brücke wieder für den Verkehr freigegeben.

### Neubau 2020 bis 2025
Die Karl-Lehr-Brücke galt lange als stark sanierungsbedürftig und es wurde erwogen, sie für den Verkehr zu sperren. In den Jahren 2014/2015 wurde die Teilbrücke über den Vinckekanal saniert. Ab 2016 wurden in einem zweiten Bauabschnitt die anschließenden Brücken saniert. Im Jahr 2020 wurde mit dem Neubau des kompletten etwa 330 Meter langen Brückenzugs, bestehend aus Hafenkanal- und Ruhrbrücke, begonnen. Die beiden neuen Brückenteile wurden auf dem südlichen Ruhrufer montiert und im Dezember 2022 mit Hilfe von Schwimmpontons westlich der alten Brücke über die Ruhr und den Hafenkanal geschoben.
Nach dreimonatiger Komplettsperrung wurde die neue Brücke am 17. Dezember 2023 dem Verkehr von Straßenbahnen, Kraftfahrzeugen, Radfahrern und Fußgängern freigegeben. Die Straßenbahn erhielt einen separaten Bahnkörper zwischen den zwei Fahrstreifen pro Richtung. Zudem hat die Brücke beidseitig getrennte Geh- und Radwege. Nach Abriss der alten Hafenkanal- und Ruhrbrücken werden beide neuen Brückenteile an deren Stelle versetzt. Das ist für das Jahr 2025 geplant.
Die Gesamtkosten dieser Sanierung sind mit über 200 Millionen Euro veranschlagt.

## Bilder

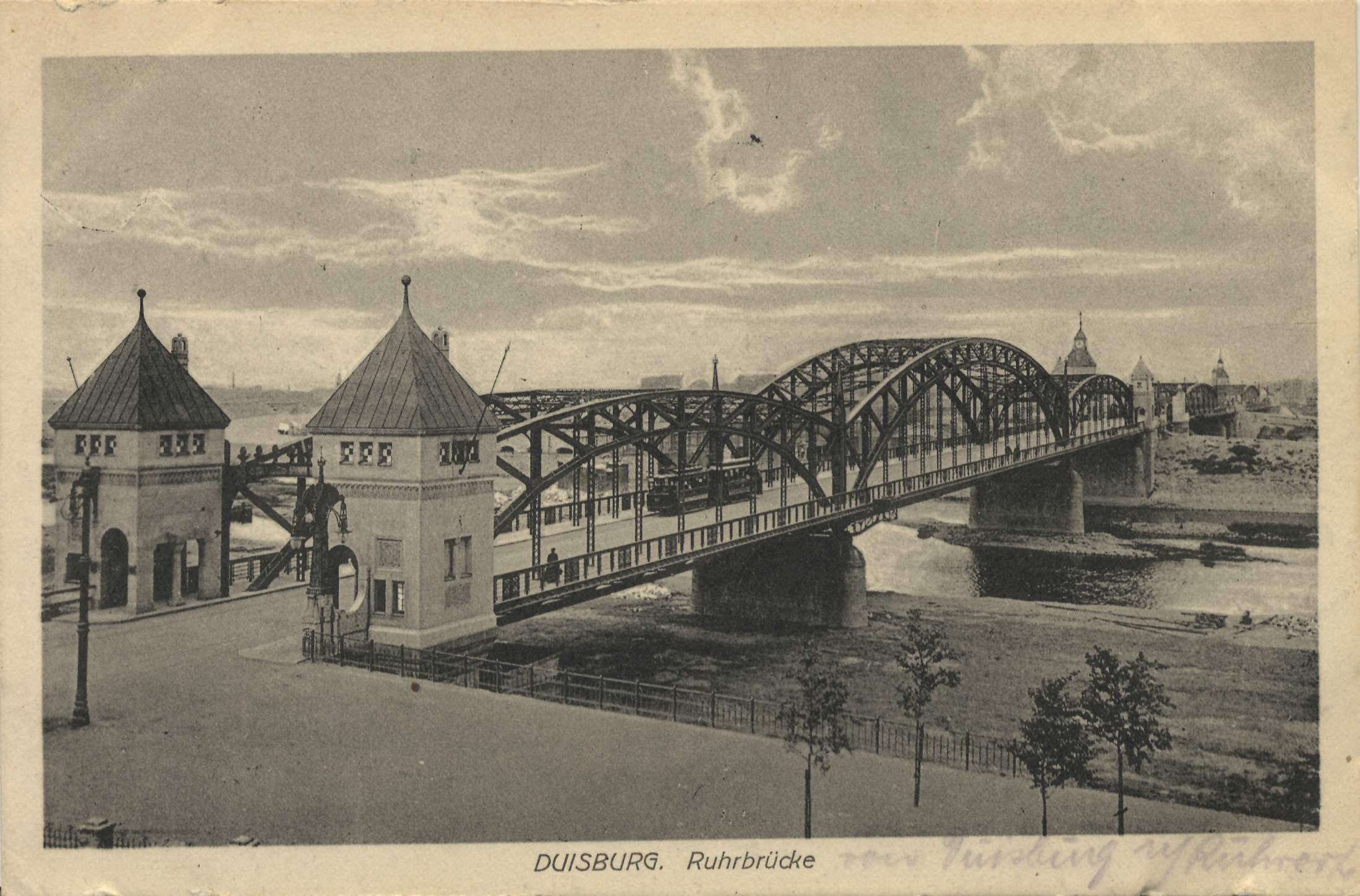
Karl-Lehr-Brücke, 1907–1945 (historische Ansichtskarte, postalisch gelaufen 1915)
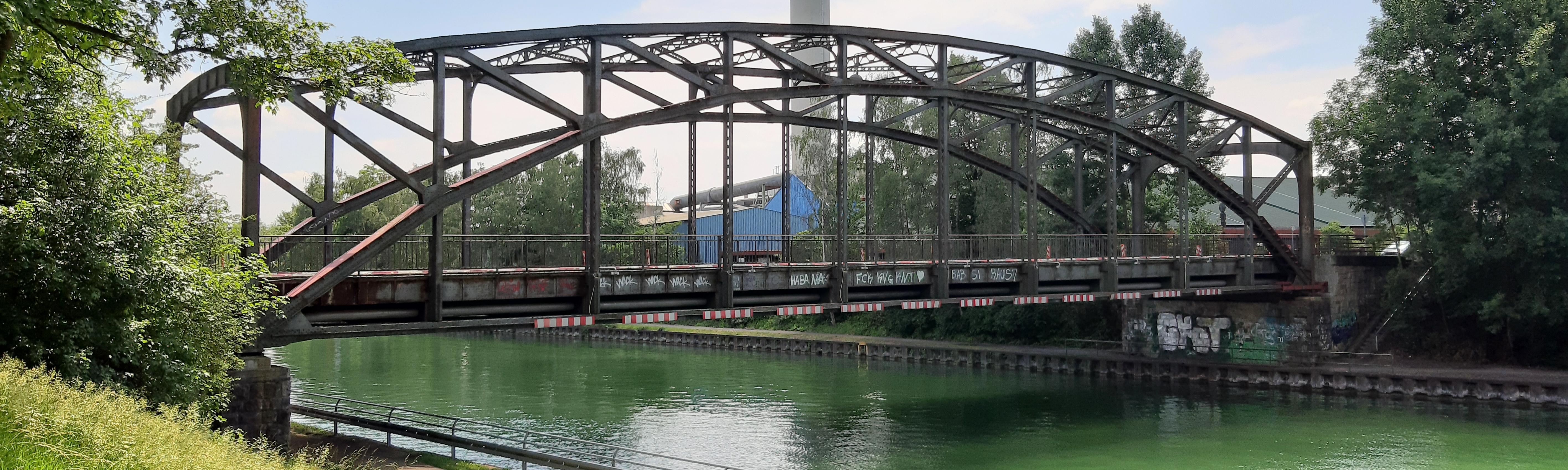
Prinzbrücke in Münster-Hiltrup, Teilstück der alten Karl-Lehr-Brücke von 1907
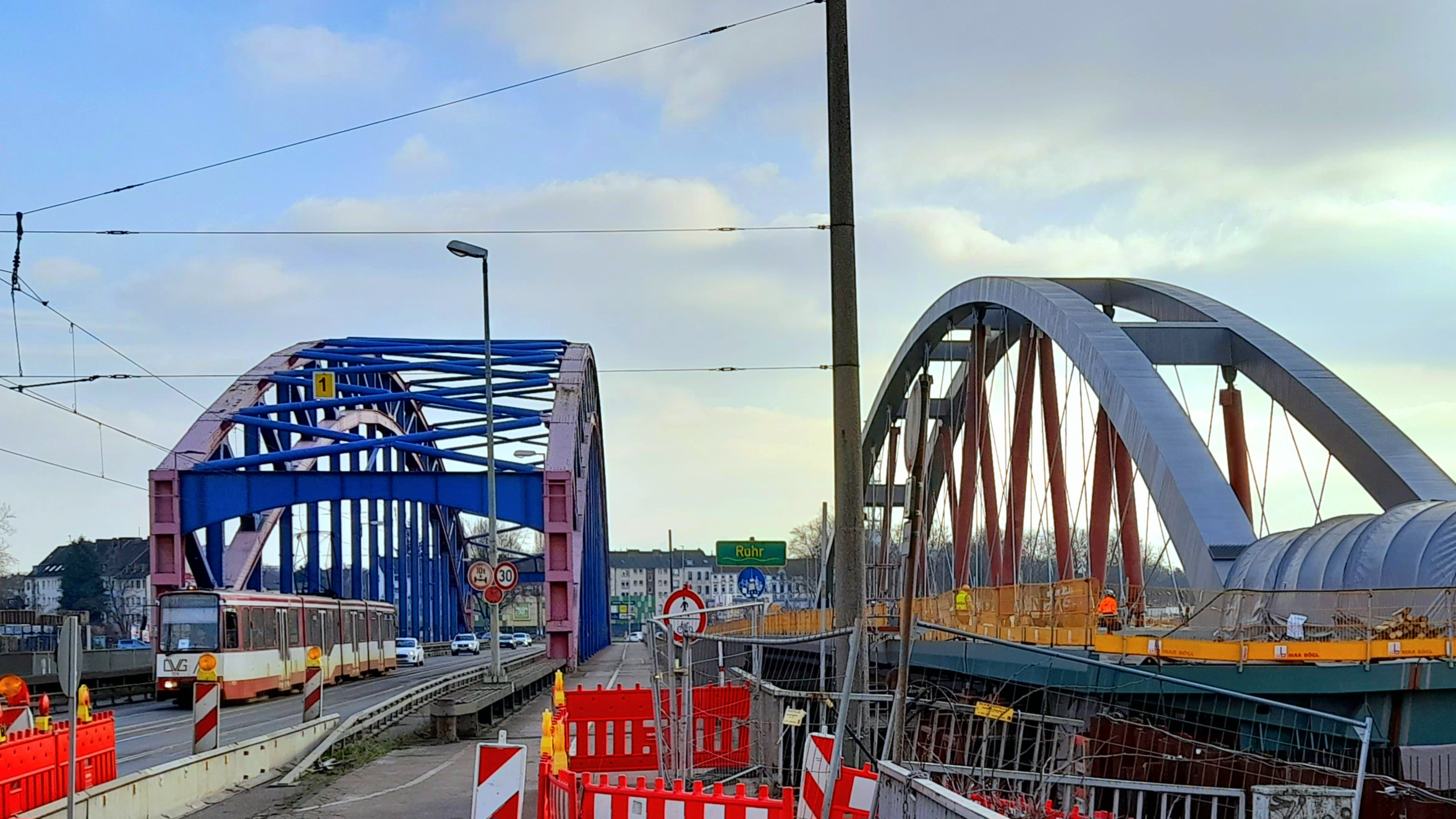
Januar 2023: alte Brücke links, Neubau rechts